# Kilmeny
Kilmeny è un film muto del 1915 diretto da Oscar Apfel. Prodotto da Oliver Morosco e distribuito dalla Paramount, aveva come interpreti Lenore Ulric, William Desmond, Herbert Standing, Howard Davies, Frederick Wilson, Myrtle Stedman.

## Trama
In Inghilterra, un gruppo di zingari viene scacciato dalle proprietà degli aristocratici Calhoun. Per vendicarsi, i gitani rapiscono la piccola Doris Calhoun che sta giocando insieme a uno dei piccoli zingari, Pierre, un bambino storpio.
Dodici anni dopo, Doris - che ora viene chiamata Kilmeny - dovrebbe sposare il brutale Barouche. Lei, piuttosto, che accettare il matrimonio, scappa dalla tribù. Nel bosco, incontra Lord Leigh che sta cacciando. Lei lo convince a fermare la caccia: il nobile è affascinato da quella ragazza selvaggia e finisce per portarla con sé nel castello. Lì, Kilmeny si trova in un ambiente elegante e confortevole, con bagni, elettricità, servitori. Ma la sua presenza ingelosisce Lady Leigh il cui fratello, Bob Meredith, in visita al castello, si innamora di Kilmeny.
Rendendosi conto di portare scompiglio nella famiglia, Kilmeny torna dagli zingari che le impongono di sposare Barouche entro tre giorni. Pierre, l'amico di Kilmeny, pur sapendo di rischiare la vita, scopre chi sia il vero padre della ragazza. Calhoun, avvertito, salva così la figlia dal matrimonio, riportandola nella casa da dove era stata rapita. I Leigh vengono invitati nel maniero di Calhoun e si trovano, con sorpresa, davanti a Kilmeny. La situazione viene chiarita e Bob può finalmente dichiararsi alla ragazza che ama.

## Produzione
Il film fu prodotto dalla Oliver Morosco Photoplay Company.

## Distribuzione
Il copyright del film, richiesto da The Oliver Morosco Photoplay Co., fu registrato il 20 luglio 1915 con il numero LU5858.
Distribuito dalla Paramount Pictures, il film uscì nelle sale cinematografiche statunitensi il 22 luglio 1915. In Italia, distribuito dalla Marzetto, ottenne nel dicembre 1916 il visto di censura numero 12320.
Copia completa della pellicola si trova conservata negli archivi della Library of Congress di Washington.